# Spectrunculus
Spectrunculus is een geslacht van straalvinnige vissen uit de familie van naaldvissen (Ophidiidae).

## Soorten
- Spectrunculus grandis (Günther, 1877)
- Spectrunculus crassus (Vaillant, 1888)